# Préaux (Ardèche)
Pour les articles homonymes, voir Préaux.
Préaux est une commune française située dans le département de l'Ardèche, en région Auvergne-Rhône-Alpes.

## Géographie

### Situation et description

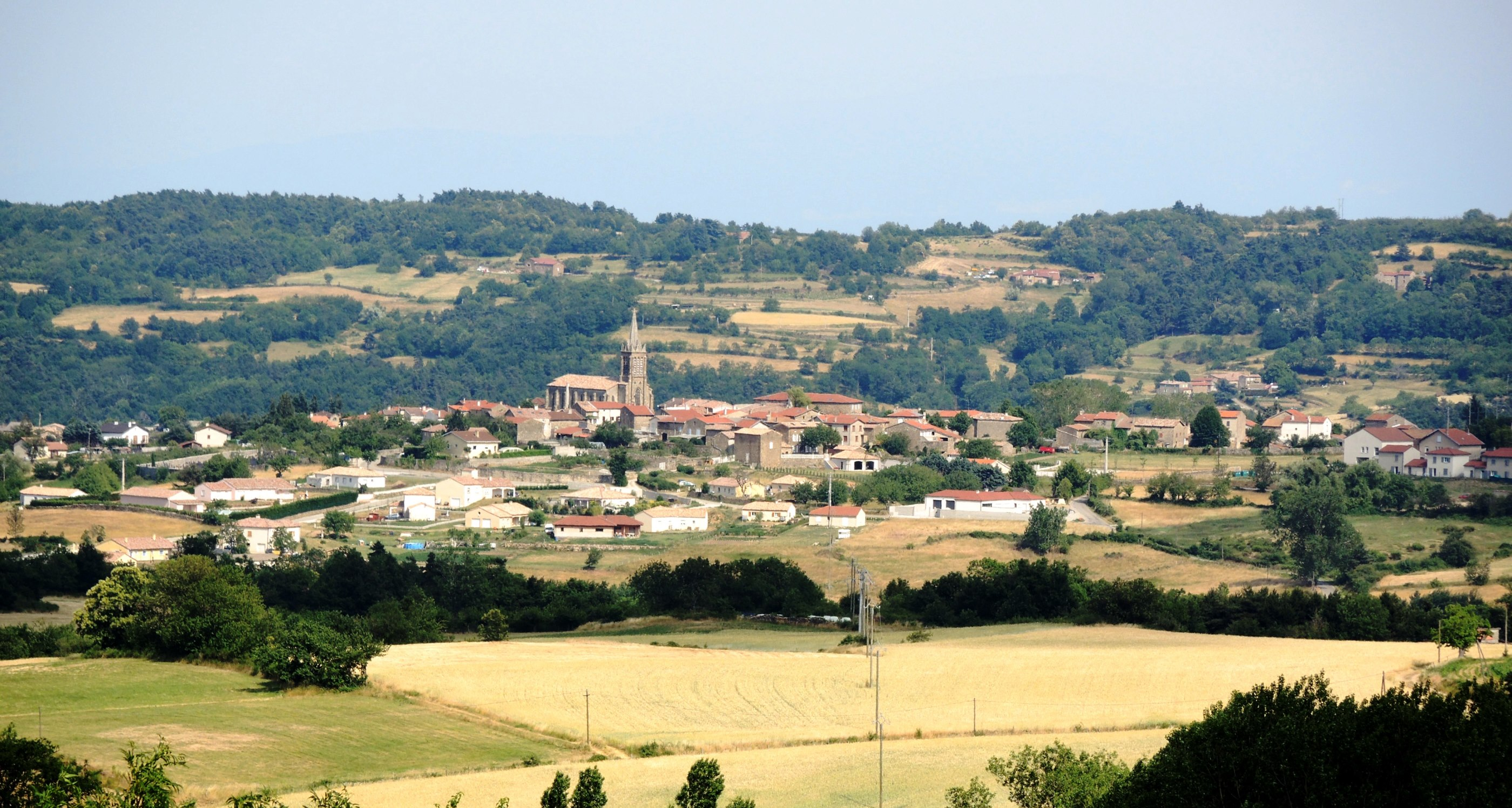
Sur un large plateau du piémont ardéchois.

La commune de Préaux s'étend au sud de la rivière d'Ay sur une vaste surface vallonnée de 22 km2. Les altitudes évoluent depuis 353 m au pont des Gauds jusqu'à 989 m au-dessus du col du Juvenet. On trouve aussi, à 884 m, l'ancien château de Seray, qui dépendait au XIIIe siècle de la seigneurie de Mahun.
Le village s'est développé sur un plateau en pente entre les deux ruisseaux de la Couranne et du Furon. Sur le reste de la commune, des fermes et des hameaux dispersés ont cultivé les reliefs les plus abordables. L'agriculture s'est plutôt bien maintenue jusqu'à présent, mais a quand même laissé s'emboiser les surfaces les plus escarpées.

### Climat
Pour des articles plus généraux, voir Climat d'Auvergne-Rhône-Alpes et Climat de l'Ardèche.
En 2010, le climat de la commune est de type climat méditerranéen altéré, selon une étude du CNRS s'appuyant sur une série de données couvrant la période 1971-2000. En 2020, Météo-France publie une typologie des climats de la France métropolitaine dans laquelle la commune est dans une zone de transition entre le climat de montagne et le climat méditerranéen et est dans une zone de transition entre les régions climatiques « Moyenne vallée du Rhône » et « Sud-est du Massif Central ».
Pour la période 1971-2000, la température annuelle moyenne est de 10,8 °C, avec une amplitude thermique annuelle de 17,1 °C. Le cumul annuel moyen de précipitations est de 945 mm, avec 8,3 jours de précipitations en janvier et 5,8 jours en juillet. Pour la période 1991-2020, la température moyenne annuelle observée sur la station météorologique installée sur la commune est de 12,0 °C et le cumul annuel moyen de précipitations est de 869,8 mm,. Pour l'avenir, les paramètres climatiques de la commune estimés pour 2050 selon différents scénarios d'émission de gaz à effet de serre sont consultables sur un site dédié publié par Météo-France en novembre 2022.
| Mois                                  | jan.           | fév.            | mars           | avril         | mai            | juin          | jui.          | août         | sep.          | oct.          | nov.            | déc.           | année      |
| ------------------------------------- | -------------- | --------------- | -------------- | ------------- | -------------- | ------------- | ------------- | ------------ | ------------- | ------------- | --------------- | -------------- | ---------- |
| Température minimale moyenne (°C)     | 0,7            | 1               | 3,7            | 6,6           | 10,1           | 13,8          | 15,8          | 15,6         | 12            | 9,2           | 4,2             | 1,4            | 7,8        |
| Température moyenne (°C)              | 3,6            | 4,4             | 7,9            | 11,1          | 14,9           | 19            | 21,3          | 20,9         | 16,8          | 12,9          | 7,3             | 4,2            | 12         |
| Température maximale moyenne (°C)     | 6,6            | 7,8             | 12,1           | 15,6          | 19,6           | 24,2          | 26,8          | 26,3         | 21,6          | 16,6          | 10,4            | 7,1            | 16,2       |
| Record de froid (°C) date du record   | −10,2 30.01.05 | −13,9 05.02.12  | −11,9 01.03.05 | −3,4 08.04.03 | 1,4 07.05.1997 | 4,8 02.06.06  | 7,5 10.07.07  | 7 30.08.1998 | 2,4 25.09.02  | −3 29.10.1997 | −7,7 22.11.1998 | −11,9 15.12.01 | −13,9 2012 |
| Record de chaleur (°C) date du record | 19,1 10.01.15  | 19,2 20.02.1998 | 22,3 17.03.04  | 26,7 25.04.07 | 31 24.05.09    | 36,3 29.06.19 | 37,9 24.07.19 | 38 13.08.03  | 31,9 14.09.20 | 26,6 01.10.19 | 21,5 08.11.15   | 17,5 23.12.12  | 38 2003    |
| Précipitations (mm)                   | 56,1           | 39,2            | 44,9           | 68,6          | 89,3           | 60,5          | 66,6          | 62,9         | 79,2          | 116,4         | 124,9           | 61,2           | 869,8      |

### Hydrographie
La partie septentrionale de la commune est bordée par l'Ay, un affluent direct du Rhône sur sa rive gauche.

## Urbanisme

### Typologie
Au 1er janvier 2024, Préaux est catégorisée commune rurale à habitat dispersé, selon la nouvelle grille communale de densité à 7 niveaux définie par l'Insee en 2022.
Elle est située hors unité urbaine. Par ailleurs la commune fait partie de l'aire d'attraction d'Annonay, dont elle est une commune de la couronne,. Cette aire, qui regroupe 37 communes, est catégorisée dans les aires de 50 000 à moins de 200 000 habitants,.

### Occupation des sols
L'occupation des sols de la commune, telle qu'elle ressort de la base de données européenne d’occupation biophysique des sols Corine Land Cover (CLC), est marquée par l'importance des territoires agricoles (50,3 % en 2018), en diminution par rapport à 1990 (52,3 %). La répartition détaillée en 2018 est la suivante : 
forêts (47,2 %), prairies (41,4 %), zones agricoles hétérogènes (8,9 %), zones urbanisées (1,4 %), milieux à végétation arbustive et/ou herbacée (1,1 %).
L'évolution de l’occupation des sols de la commune et de ses infrastructures peut être observée sur les différentes représentations cartographiques du territoire : la carte de Cassini (XVIIIe siècle), la carte d'état-major (1820-1866) et les cartes ou photos aériennes de l'IGN pour la période actuelle (1950 à aujourd'hui).

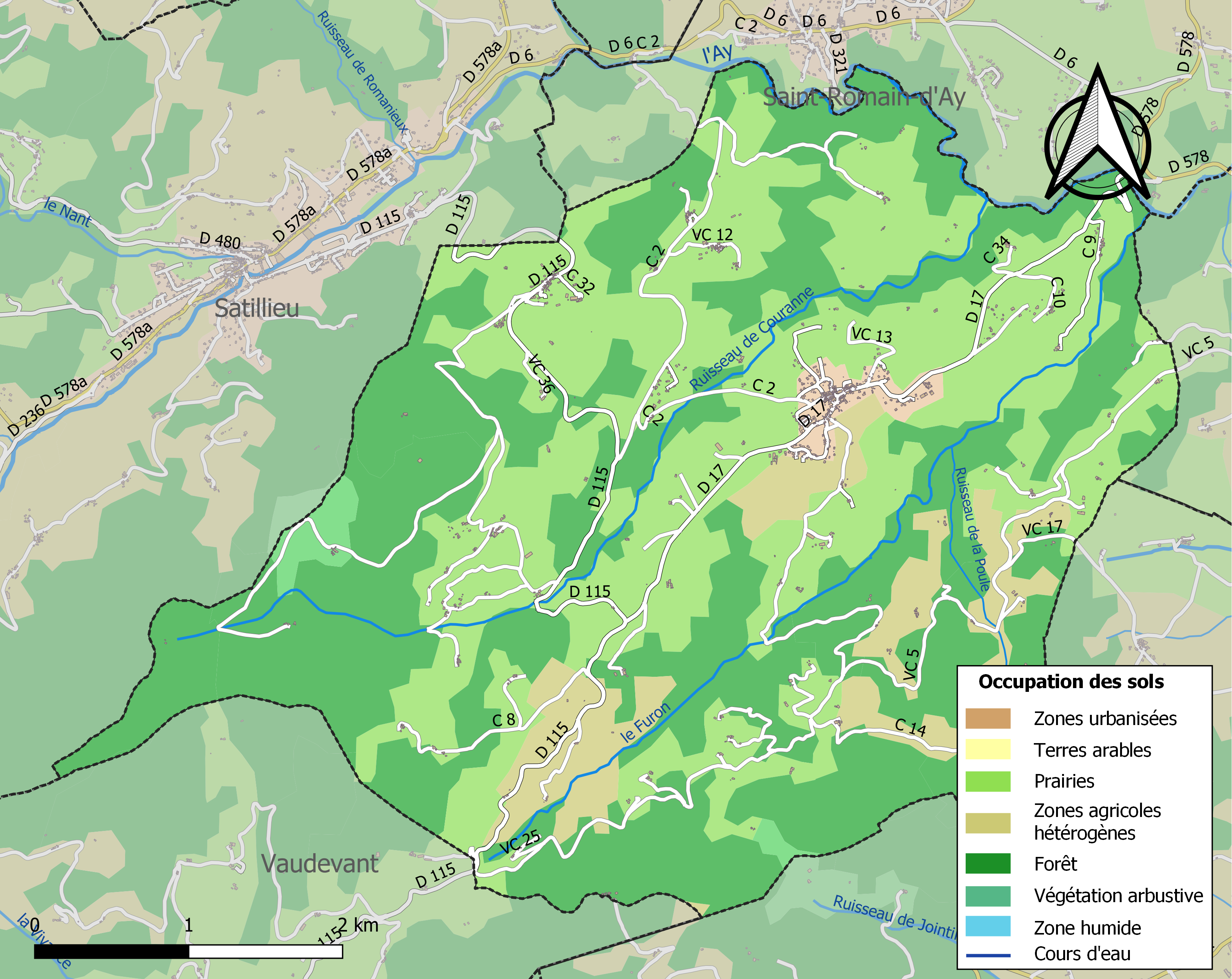
Carte des infrastructures et de l'occupation des sols de la commune en 2018 (CLC).

## Histoire
Comme dans toutes les communes du piémont ardéchois, les premiers habitats datent certainement de très longtemps. Les preuves écrites les plus lointaines datent des années 1000 avec un nom latinisé en Pradella. Le nom a ensuite pris diverses formes et on hésite encore dans la prononciation entre Préaux (pour les gens de l'extérieur) et Preaux (« pro ») (pour les locaux).
Au XIXe siècle, la population de la commune est montée jusqu'à 1 401 habitants en 1881. L'exode rural l'a fait ensuite descendre très bas, jusqu'à 505 habitants seulement en 1982. Depuis, elle a repris une courbe ascendante, avec 706 habitants en 2022.
En parallèle, la commune s'est équipée. En 1997, le rachat du bâtiment de l'école privée a permis d'aménager un local de poste, un bar restaurant et sept logements. Le village est pourvu d'un terrain de foot, d'un boulodrome, d'une salle des fêtes, d'un théâtre de verdure, d'un parc pour enfants et d'une bibliothèque. Une galerie d'art privée s'est aussi installée.

## Politique et administration

### Liste des maires
| Période                                  | Période                   | Identité         | Étiquette | Qualité |
| ---------------------------------------- | ------------------------- | ---------------- | --------- | ------- |
| Les données manquantes sont à compléter. |                           |                  |           |         |
| mars 1965                                | mars 1977                 | M. Dumont        | SE        |         |
| mars 1977                                | mars 1983                 | Paul Sotton      |           |         |
| mars 1983                                | juin 1995                 | Charles Fourel   |           |         |
| juin 1995                                | En cours (au 6 août 2020) | Christian Roche, | SE        | Cadre   |

## Population et société

### Démographie
L'évolution du nombre d'habitants est connue à travers les recensements de la population effectués dans la commune depuis 1793. Pour les communes de moins de 10 000 habitants, une enquête de recensement portant sur toute la population est réalisée tous les cinq ans, les populations de référence des années intermédiaires étant quant à elles estimées par interpolation ou extrapolation. Pour la commune, le premier recensement exhaustif entrant dans le cadre du nouveau dispositif a été réalisé en 2005.

En 2022, la commune comptait 706 habitants, en évolution de +3,98 % par rapport à 2016 (Ardèche : +2,48 %, France hors Mayotte : +2,11 %).
| 1793 | 1800  | 1806  | 1821  | 1831  | 1836  | 1841  | 1846  | 1851  |
| ---- | ----- | ----- | ----- | ----- | ----- | ----- | ----- | ----- |
| 169  | 1 007 | 1 257 | 1 228 | 1 134 | 1 182 | 1 330 | 1 327 | 1 410 |

| 1856  | 1861  | 1866  | 1872  | 1876  | 1881  | 1886  | 1891  | 1896  |
| ----- | ----- | ----- | ----- | ----- | ----- | ----- | ----- | ----- |
| 1 455 | 1 390 | 1 320 | 1 357 | 1 344 | 1 401 | 1 334 | 1 303 | 1 325 |

| 1901  | 1906  | 1911  | 1921  | 1926  | 1931  | 1936  | 1946 | 1954 |
| ----- | ----- | ----- | ----- | ----- | ----- | ----- | ---- | ---- |
| 1 295 | 1 281 | 1 126 | 1 057 | 1 004 | 1 006 | 1 001 | 816  | 718  |

| 1962 | 1968 | 1975 | 1982 | 1990 | 1999 | 2005 | 2006 | 2010 |
| ---- | ---- | ---- | ---- | ---- | ---- | ---- | ---- | ---- |
| 637  | 554  | 505  | 505  | 511  | 514  | 559  | 556  | 643  |

| 2015 | 2020 | 2022 | - | - | - | - | - | - |
| ---- | ---- | ---- | - | - | - | - | - | - |
| 671  | 709  | 706  | - | - | - | - | - | - |

Au XIXe siècle, la population de la commune est montée jusqu'à 1 401 habitants en 1881. L'exode rural l'a fait ensuite descendre très bas, jusqu'à 505 habitants seulement en 1982. Depuis, elle a repris une courbe ascendante, avec 643 habitants en 2011.

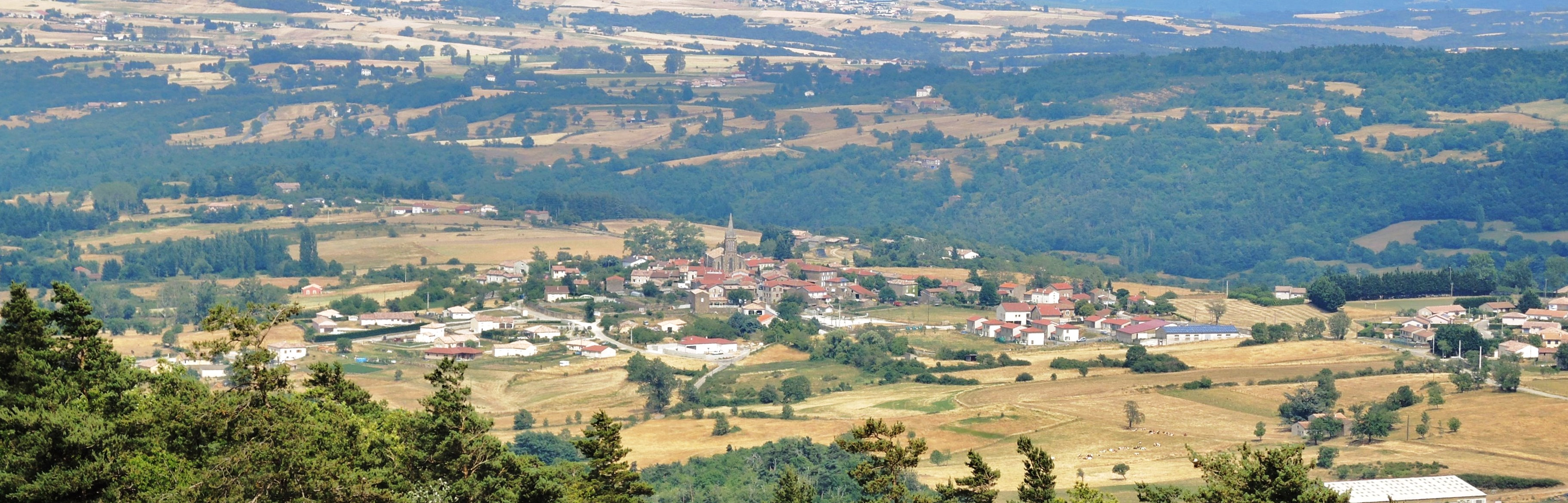
Préaux dans son environnement.

### Associations et Culture
Le tissu associatif de Préaux est assez riche, avec une quinzaine d'associations : Anciens combattants, Sapeurs pompiers, Club des Trois vallées (aînés), Foyer des jeunes, École Plus (cantine et périscolaire), ACCA, Les déterreurs du mont Seray (vènerie sous terre), 
- Amicale boule, Seray (gym et yoga), Randonnées, foot au sein de l'Union Sportive du Val d'Ay.
- Bibliothèque « Les Buveurs d'encre », Préaux en Scène, Cancabièle (organisation d'évènements culturels).
- La Galerie de peinture

### Enseignement
La commune est rattachée à l'académie de Grenoble.

### Médias
Deux organes de presse écrite de niveau régional sont distribués dans la commune :
- L'Hebdo de l'Ardèche

Il s'agit d'un journal hebdomadaire français basé à Valence et diffusé à Privas depuis 1999. Il couvre l'actualité pour tout le département de l'Ardèche.
- Le Dauphiné libéré

Il s'agit d'un journal quotidien de la presse écrite française régionale distribué dans la plupart des départements de l'ancienne région Rhône-Alpes, notamment l'Ardèche. La commune est située dans la zone d'édition du Nord-Ardèche (Annonay - Le Cheylard).

### Cultes
La communauté catholique et l'église paroissiale de Préaux (propriété de la commune) sont rattachées à la paroisse Saint François Régis (Ay et Daronne), elle-même rattachée au diocèse de Viviers.

## Économie

### Agriculture et artisanat
L'agriculture résiste bien sur la commune avec encore quinze exploitations : des élevages de bovins, caprins ou brebis. Les chèvreries produisent en particulier des fromages d'appellation « caillé doux de Saint-Félicien ». Certaines développent la vente directe.
Dans le domaine du bâtiment, plusieurs artisans sont installés sur la commune.

### Équipements et services
- École publique avec une 3e classe ouverte en 2012. Cantine.
- Bibliothèque.
- Terrain de foot, boulodrome.
- Salle des fêtes, théâtre de verdure, parc pour enfants.
- Poste, café restaurant l'Effet Local (produits du terroir et de l'agriculture locale), boucherie charcuterie, boulangerie épicerie.
- Chambres d’hôtes La Pradella

## Culture locale et patrimoine

### Lieux et monuments

#### Les ruines du château de Seray

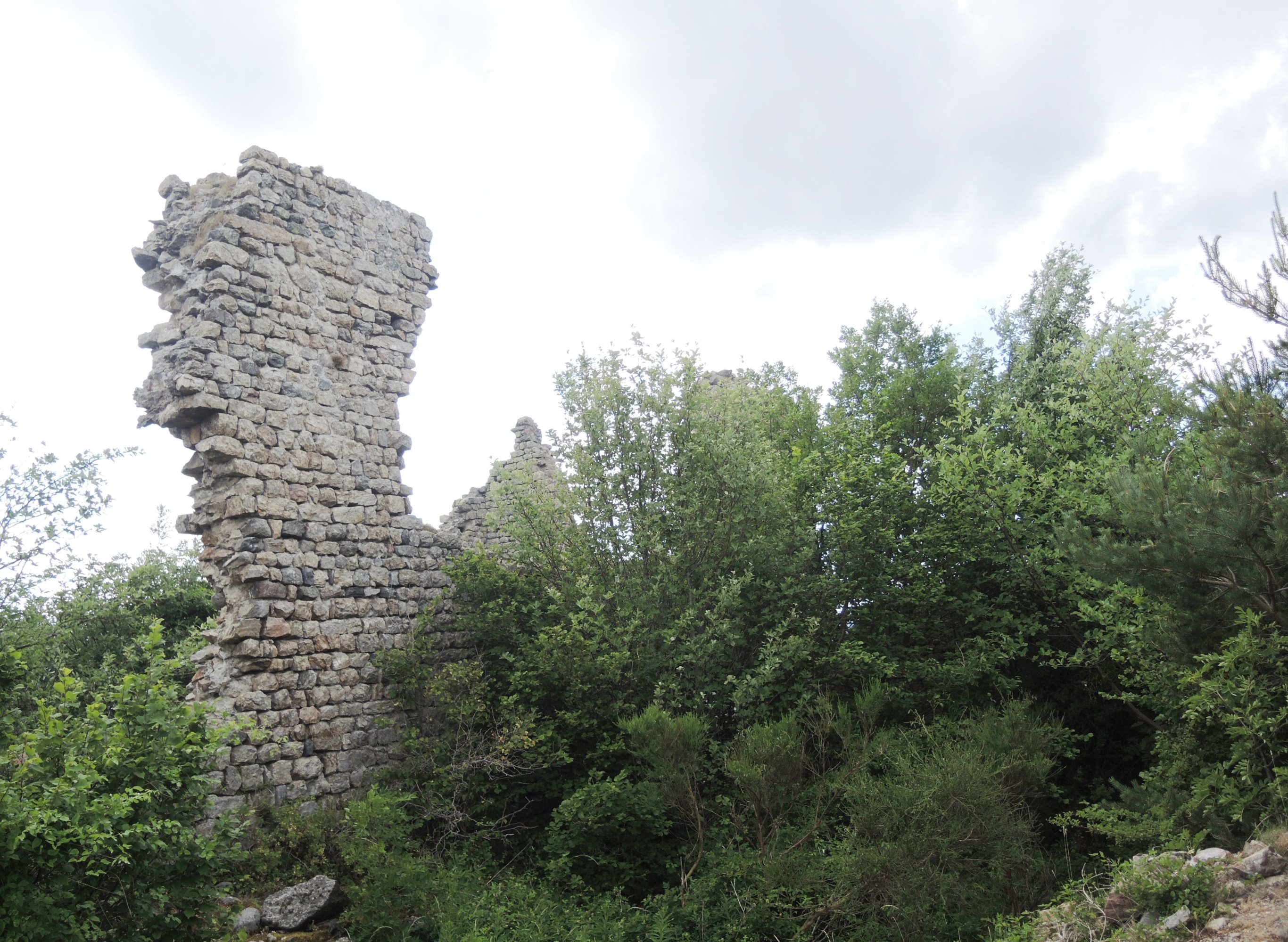
Il ne reste que des ruines de l'ancien château de Seray.

Le château de Seray, sur une crête à 880 m d'altitude, occupait un poste d'observation privilégié, tant du côté de Préaux que de Satillieu, mais aussi sur tout le plateau d'Annonay.
Il a peut-être été d'abord un poste militaire romain sur la voie qui menait de Tournon à la région du Puy.
Il a été ensuite place forte, avec une tour d'observation et deux corps de bâtiments d'une superficie totale de 400 m2. C'est là qu'à certaines époques, la population venait abriter ses récoltes et ses richesses en cas de danger. Au XIIIe siècle il appartenait aux seigneurs Pagan de Mahun.
Aujourd'hui, il ne reste plus que des ruines de ses larges murs, de plus en plus envahis par la végétation. On peut l'approcher en voiture par le chemin goudronné qui part du hameau de Malatray vers La Chavas. Mais la fin du sentier a tendance à s'embroussailler et la végétation empêche toute vue lointaine. Par contre, avant d'arriver au château, un sentier sur la gauche mène à un sommet qui offre une large vue panoramique.

#### L'église et le village

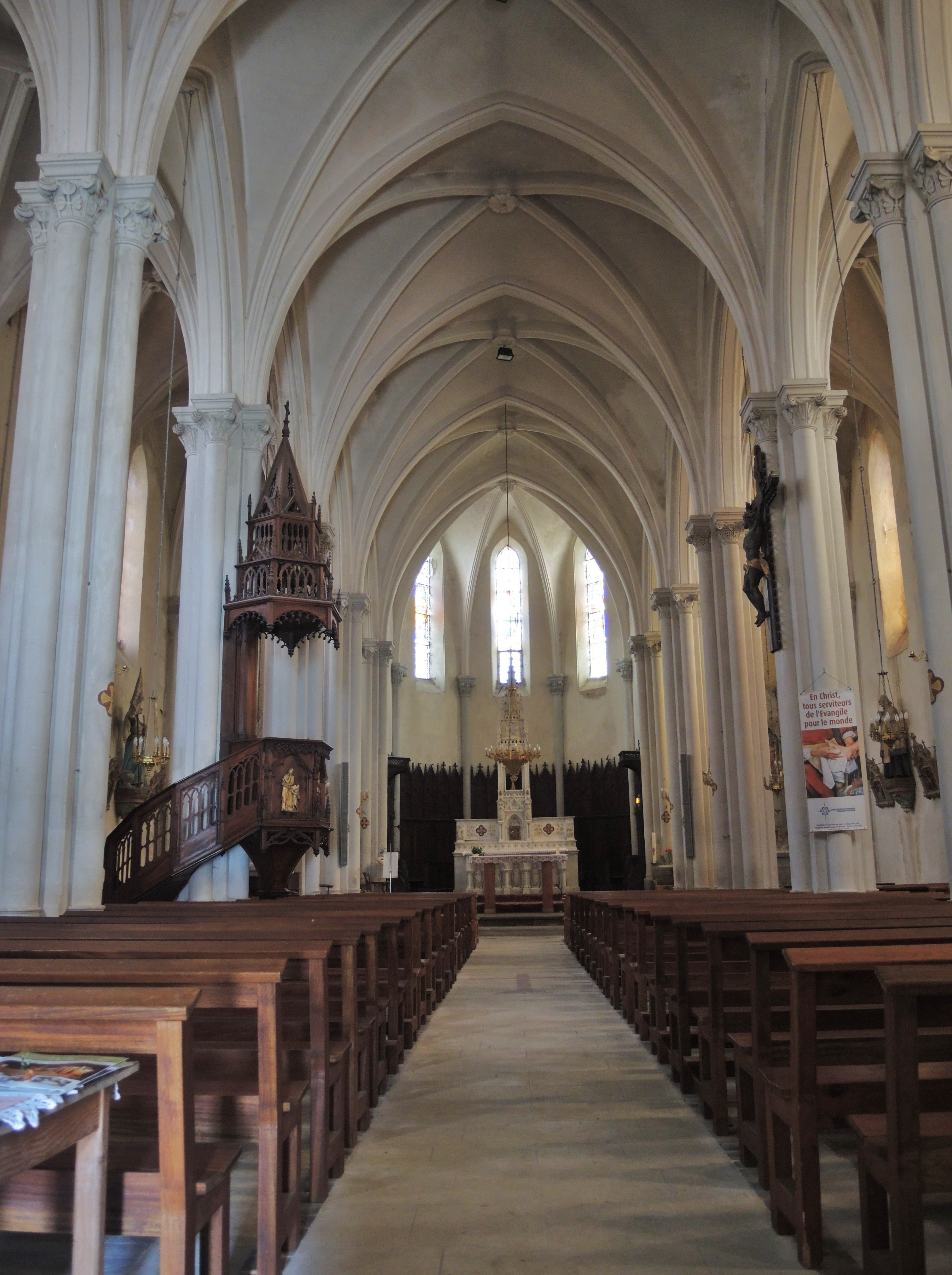
Intérieur de l'église.

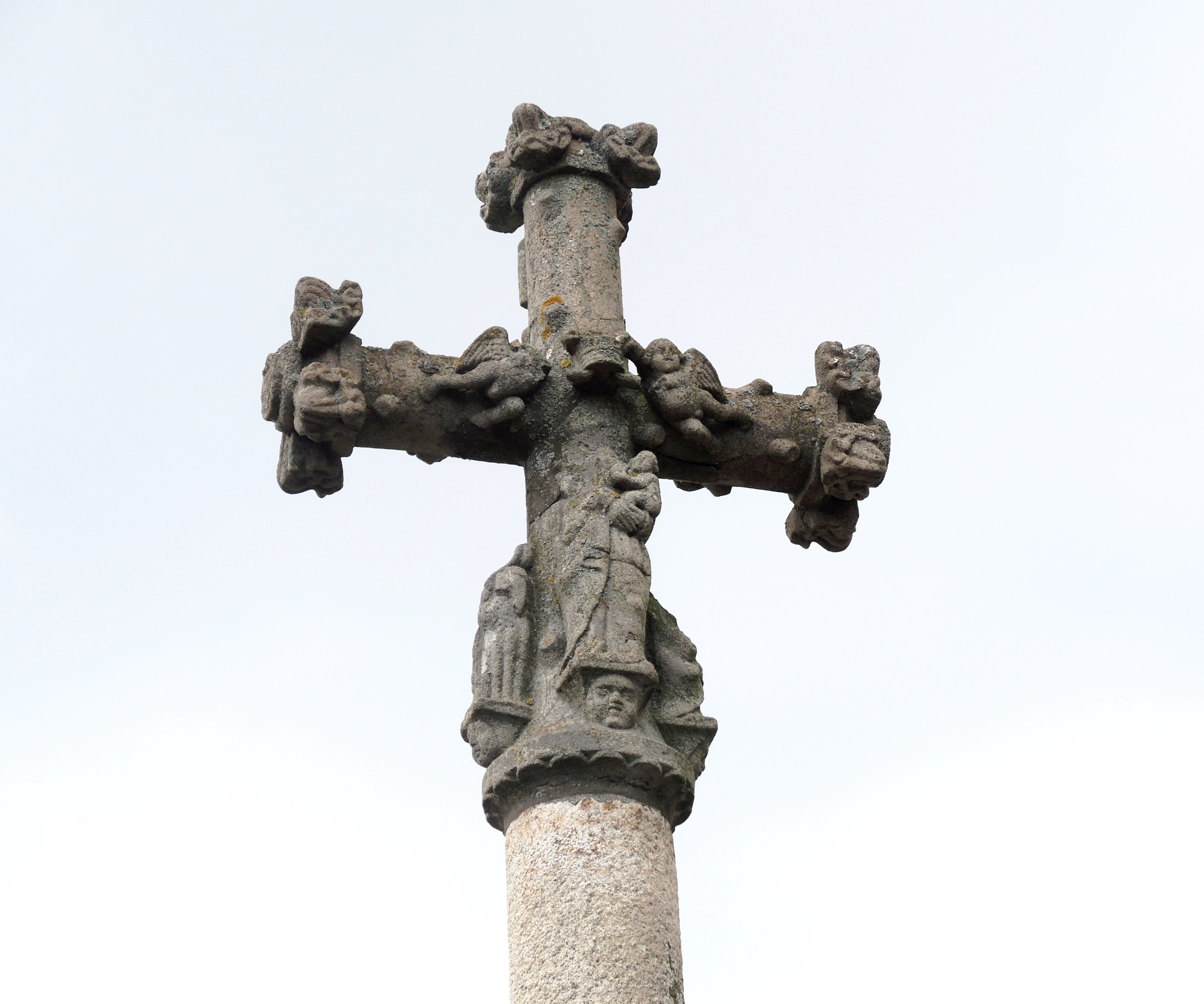
Une croix érigée en 1587, après la peste de 1522.

L'église Saint-Didier de Préaux frappe déjà de loin par sa taille imposante. Elle a été construite dans les années 1870 pour une commune qui comptait 1400 habitants. À l'intérieur, l'imitation du style gothique a été poussée assez loin, avec de multiples fûts de colonnes qui soutiennent des voûtes à nervures. Cet édifice relativement récent abrite quand même trois mobiliers plus anciens : deux stalles individuelles vénérables et, à droite près du chœur, un bénitier en pierre ouvragée estimé du XVe siècle.
À côté de l'église, une « croix de peste » (avec des bubons en reliefs), date de 1587. Elle était censée éviter les ravages déjà causés au village en 1522.
Dans le village, les maisons les plus typiques se situent à l'extérieur de la large route, On peut retrouver quelques sculptures sur les maisons les plus anciennes : des têtes sculptées dans le granite sur la façade de la mairie, sur le lavoir du village et au hameau de Seyaret ; un mur incrusté d'une enseigne de bottier ; des linteaux sculptés et travaillés.

### Sources et bibliographie
- Albin Mazon, Voyage autour d'Annonay, 1901.
- Abbé Hilaire, Monographie de Satillieu, 1938.
- Guide de l'Union Touristique Ardèche Verte, 1991.
- Office de tourisme du Val d'Ay
- Bulletins municipaux
- Articles du Dauphiné libéré, et notamment reportages du 28 août 2014 de François Bassaget.